# Torneo Clausura 2015 (Paraguay)
El Torneo Clausura 2015 (también llamado Copa de Primera Tigo-Visión Banco, por motivos de patrocinio), denominado «Luis Óscar Giagni», fue el centésimo decimotercer campeonato oficial de Primera División organizado por la Asociación Paraguaya de Fútbol (APF). Comenzó el 4 de julio y finalizó el 9 de diciembre.
Al término del cronograma del Torneo Clausura, los equipos de Olimpia y Cerro Porteño acabaron igualados con 44 puntos, por lo que según el reglamento de la liga, tuvieron que definir al campeón en un partido extra disputado el 9 de diciembre del mismo año. Resultó ganador el Club Olimpia, logrando su título número 40 de Primera División.

## Sistema de competición
El modo de disputa implementado se mantuvo, al igual que en las temporadas antecesoras, con el sistema de todos contra todos a partidos de ida y vuelta, es decir a dos rondas compuestas por once jornadas cada una con localía recíproca. Es campeón el equipo que acumule la mayor cantidad de puntos al término de las 22 fechas.
En caso de paridad de puntos entre dos contendientes, se define el título en un partido extra. De existir más de dos en disputa, se resuelve según los siguientes parámetros:
1) saldo de goles;
2) mayor cantidad de goles marcados;
3) mayor cantidad de goles marcados en condición de visitante;
4) sorteo.

## Producto de la clasificación
- El torneo consagró al campeón número 113 en la historia de la Primera División de Paraguay.

- El mismo logró su acceso a la fase de grupos de la próxima edición de la Copa Libertadores de América.

## Relevo anual de clubes
| Ascendidos a la Primera División                      |
| ----------------------------------------------------- |
| Sportivo San Lorenzo (Campeón de División Intermedia) |
| Deportivo Santaní (Subcampeón de Intermedia)          |

| Descendidos a División Intermedia   |
| ----------------------------------- |
| 3 de Febrero CDE (2º peor promedio) |
| 12 de Octubre (I) (Peor promedio)   |

## Equipos participantes
| Equipo               | Entrenador        | Fundación                | Ciudad                 | Estadio             | Capacidad |
| -------------------- | ----------------- | ------------------------ | ---------------------- | ------------------- | --------- |
| Cerro Porteño        | Gustavo Florentín | 1 de octubre de 1912     | Asunción               | General Pablo Rojas | 32 910    |
| Deportivo Capiatá    | Félix Darío León  | 4 de septiembre de 2008  | Capiatá                | Lic. Erico Galeano  | 15 000    |
| Deportivo Santaní    | Mario Jara        | 27 de febrero de 2009    | San Estanislao         | Juan José Vázquez   | 8000      |
| General Díaz         | Humberto García   | 22 de septiembre de 1917 | Luque                  | General Adrián Jara | 3300      |
| Guaraní              | Fernando Jubero   | 12 de octubre de 1903    | Asunción               | Rogelio Livieres    | 6000      |
| Libertad             | Ever Almeida      | 30 de julio de 1905      | Asunción               | Dr. Nicolás Leoz    | 10 000    |
| Nacional             | Hugo Caballero    | 5 de junio de 1904       | Asunción               | Arsenio Erico       | 10 000    |
| Olimpia              | Francisco Arce    | 25 de julio de 1902      | Asunción               | Manuel Ferreira     | 22 000    |
| Rubio Ñu             | Víctor Genes      | 24 de agosto de 1913     | Asunción               | La Arboleda         | 8000      |
| Sol de América       | Daniel Garnero    | 22 de marzo de 1909      | Asunción y Villa Elisa | Luis Alfonso Giagni | 10 000    |
| Sportivo Luqueño     | Eduardo Rivera    | 1 de mayo de 1921        | Luque                  | Feliciano Cáceres   | 27 000    |
| Sportivo San Lorenzo | Héctor Marecos    | 17 de abril de 1930      | San Lorenzo            | Gunther Vogel       | 5000      |

El campeonato contó con la participación de doce equipos, en su mayoría pertenecientes a la capital del país.
Siete pertenecientes a Asunción, cuatro de ciudades cercanas a ésta, Luque, San Lorenzo y Capiatá, y uno al departamento de San Pedro. Vale aclarar que el club Sol de América mantiene su sede social en Asunción, pero disputa sus partidos como local en su campo de fútbol situado en la ciudad vecina de Villa Elisa.
Los únicos clubes que siempre han militado en esta categoría (también conocida como División de Honor) son dos: Olimpia y Guaraní, completando con esta temporada 112 y 111 participaciones, respectivamente. Igualmente, los clubes Cerro Porteño (106 participaciones), General Díaz y Deportivo Capiatá (6 participaciones) nunca han descendido desde sus ingresos, en 1913 y 2013, respectivamente.

### Distribución geográfica de los equipos
| Región                    | Cant. | Equipos                                                                        |
| ------------------------- | ----- | ------------------------------------------------------------------------------ |
| Asunción                  | 7     | Cerro Porteño, Guaraní, Libertad, Nacional, Olimpia, Rubio Ñu, Sol de América. |
| Departamento Central      | 4     | Deportivo Capiatá, General Díaz, Sp. Luqueño, Sp. San Lorenzo.                 |
| Departamento de San Pedro | 1     | Deportivo Santaní                                                              |

## Cobertura televisiva
El canal Tigo Sports es el encargado de transmitir los partidos del campeonato, emitiendo en vivo hasta cuatro juegos por jornada, cuyo resumen es presentado semanalmente a través de los programas Telefútbol (por señal abierta) y Futboleros (por TV Cable).

## Patrocinio
La compañía de telefonía celular, Tigo, y la institución bancaria de tipo microfinanciero, Visión Banco, son las encargadas de patrocinar todos los torneos realizados por la APF. El vínculo contractual con la primera se concretó a partir de 2008 con la celebración del torneo Apertura del mismo año. En tanto que la relación con el otro espónsor para respaldar cada campeonato se inició a principios de 2010.
Los premios en efectivo fueron fijados en US$ 70 000 dólares para el campeón (40 000 por parte de Tigo y 30 000 de Visión Banco). Por su parte, el subcampeón se acreditó 10 000 de la misma moneda.

## Cambio de entrenadores
| Equipos           | DT. ste.              | Cese             | DT. ete.              | Designación      |
| ----------------- | --------------------- | ---------------- | --------------------- | ---------------- |
| Rubio Ñu          | Rubén Piaggio         | 25 de julio      | Miguel Pavani         | 27 de julio      |
| Deportivo Santaní | Alicio Solalinde      | 9 de agosto      | Adriano Samaniego     | 11 de agosto     |
| General Díaz      | Mario Jara            | 23 de agosto     | Humberto García       | 31 de agosto     |
| Deportivo Capiatá | Humberto García       | 25 de agosto     | Félix Darío León      | 8 de septiembre  |
| Rubio Ñu          | Miguel Pavani         | 8 de septiembre  | Mario Jacquet         | 9 de septiembre  |
| Nacional          | Daniel Raschle        | 10 de septiembre | Juan Manuel Battaglia | 10 de septiembre |
| Deportivo Santaní | Adriano Samaniego     | 13 de septiembre | Mario Jara            | 14 de septiembre |
| Rubio Ñu          | Mario Jacquet         | 15 de octubre    | Víctor Genes          | 15 de octubre    |
| Nacional          | Juan Manuel Battaglia | 4 de noviembre   | Ricardo Dabrowski     | 6 de noviembre   |
| Cerro Porteño     | Roberto Torres        | 24 de noviembre  | Gustavo Florentín     | 24 de noviembre  |

## Clasificación
- Actualizado el 5 de diciembre de 2015.

| Pos. | Equipo            | PJ | PG | PE | PP | GF | GC | Dif. | Pts. |
| ---- | ----------------- | -- | -- | -- | -- | -- | -- | ---- | ---- |
| 1.   | Olimpia           | 22 | 13 | 5  | 4  | 40 | 22 | 18   | 44   |
| 1.   | Cerro Porteño     | 22 | 14 | 2  | 6  | 32 | 23 | 9    | 44   |
| 3.   | Guaraní           | 22 | 12 | 3  | 7  | 52 | 29 | 23   | 39   |
| 4.   | Libertad          | 22 | 9  | 11 | 2  | 35 | 23 | 12   | 38   |
| 5.   | Deportivo Capiatá | 22 | 9  | 6  | 7  | 31 | 34 | -3   | 33   |
| 6.   | Sol de América    | 22 | 7  | 5  | 10 | 35 | 35 | 0    | 26   |
| 7.   | Deportivo Santaní | 22 | 7  | 5  | 10 | 29 | 37 | -8   | 26   |
| 8.   | General Díaz      | 22 | 6  | 6  | 10 | 18 | 35 | -17  | 24   |
| 9.   | Sportivo Luqueño  | 22 | 6  | 5  | 11 | 39 | 43 | -4   | 23   |
| 10.  | Rubio Ñu          | 22 | 5  | 7  | 10 | 22 | 29 | -7   | 22   |
| 11.  | San Lorenzo       | 22 | 5  | 7  | 10 | 29 | 38 | -9   | 22   |
| 12.  | Nacional          | 22 | 5  | 6  | 11 | 21 | 35 | -14  | 21   |

1. 1 2  Como Olimpia y Cerro Porteño empataron en el primer lugar al final de la competencia, se tuvo que recurrir a un partido definitorio de campeonato, el cual se detalla más abajo.

### Evolución de la clasificación
| E\J | 01 | 02 | 03 | 04 | 05 | 06 | 07 | 08 | 09 | 10 | 11 | 12 | 13 | 14 | 15 | 16 | 17 | 18 | 19 | 20 | 21 | 22 |  |
| --- | -- | -- | -- | -- | -- | -- | -- | -- | -- | -- | -- | -- | -- | -- | -- | -- | -- | -- | -- | -- | -- | -- |  |
| CAP | 1  | 1  | 5  | 2  | 4  | 4  | 6  | 7  | 9  | 9  | 11 | 8  | 9  | 9  | 8  | 7  | 6  | 5  | 5  | 5  | 5  | 5  |  |
| DSA | 10 | 5  | 2  | 5  | 6  | 8  | 7  | 8  | 5  | 8  | 9  | 11 | 8  | 8  | 9  | 8  | 8  | 9  | 7  | 7  | 7  | 7  |  |
| CCP | 2  | 6  | 3  | 3  | 2  | 1  | 2  | 2  | 2  | 2  | 2  | 2  | 1  | 1  | 1  | 1  | 2  | 2  | 2  | 3  | 2  | 1  |  |
| GEN | 5  | 11 | 7  | 11 | 12 | 12 | 11 | 11 | 12 | 12 | 10 | 10 | 11 | 11 | 10 | 9  | 9  | 10 | 8  | 9  | 8  | 8  |  |
| GUA | 10 | 4  | 8  | 7  | 11 | 7  | 4  | 6  | 6  | 5  | 4  | 4  | 3  | 3  | 3  | 4  | 4  | 4  | 4  | 2  | 3  | 3  |  |
| LIB | 5  | 8  | 11 | 6  | 5  | 5  | 5  | 5  | 6  | 4  | 3  | 3  | 4  | 5  | 4  | 3  | 3  | 3  | 3  | 4  | 4  | 4  |  |
| NAC | 5  | 2  | 6  | 8  | 7  | 9  | 10 | 12 | 8  | 10 | 7  | 5  | 7  | 6  | 6  | 6  | 7  | 8  | 10 | 8  | 10 | 12 |  |
| OLI | 2  | 3  | 1  | 1  | 1  | 3  | 1  | 1  | 1  | 1  | 1  | 1  | 2  | 2  | 2  | 2  | 1  | 1  | 1  | 1  | 1  | 1  |  |
| RUB | 5  | 8  | 10 | 12 | 10 | 11 | 9  | 10 | 11 | 11 | 12 | 12 | 12 | 12 | 12 | 12 | 12 | 12 | 11 | 12 | 12 | 10 |  |
| SOL | 9  | 10 | 12 | 10 | 9  | 6  | 8  | 4  | 4  | 3  | 5  | 6  | 5  | 4  | 5  | 5  | 5  | 6  | 6  | 6  | 6  | 6  |  |
| SLU | 10 | 12 | 9  | 9  | 8  | 10 | 12 | 9  | 9  | 7  | 8  | 9  | 10 | 10 | 11 | 11 | 11 | 11 | 12 | 11 | 11 | 9  |  |
| SSL | 2  | 7  | 4  | 4  | 3  | 2  | 3  | 3  | 3  | 6  | 6  | 7  | 6  | 7  | 7  | 10 | 10 | 7  | 9  | 10 | 9  | 11 |  |

|  |                          |
|  | Líder                    |
|  | Con un partido pendiente |

## Resultados
| L\V | CAP | DSA | CCP | GEN | GUA | LIB | NAC | OLI | RUB | SOL | SLU | SSL |
| --- | --- | --- | --- | --- | --- | --- | --- | --- | --- | --- | --- | --- |
| CAP |     | 1:1 | 1:0 | 2:0 | 1:1 | 1:1 | 2:3 | 1:2 | 0:0 | 2:1 | 2:1 | 0:4 |
| DSA | 3:0 |     | 0:1 | 1:1 | 2:6 | 0:2 | 2:1 | 0:4 | 1:2 | 1:1 | 4:1 | 2:1 |
| CCP | 1:0 | 2:1 |     | 4:0 | 1:0 | 1:3 | 1:0 | 1:3 | 1:0 | 3:1 | 3:1 | 1:0 |
| GEN | 1:1 | 0:1 | 2:0 |     | 0:5 | 0:0 | 1:4 | 1:0 | 1:2 | 0:3 | 1:0 | 1:1 |
| GUA | 3:1 | 2:1 | 4:2 | 4:1 |     | 1:2 | 4:0 | 0:2 | 0:1 | 1:2 | 4:2 | 0:1 |
| LIB | 3:3 | 3:0 | 0:0 | 1:1 | 2:1 | 3:2 | 0:0 | 1:1 | 2:1 | 1:0 | 2:5 | 1:1 |
| NAC | 1:2 | 1:1 | 1:0 | 0:1 | 0:4 | 1:4 |     | 1:3 | 1:1 | 0:0 | 1:1 | 0:2 |
| OLI | 1:2 | 0:0 | 0:1 | 3:1 | 1:2 | 1:1 | 1:0 |     | 2:1 | 3:2 | 4:2 | 3:2 |
| RUB | 0:1 | 1:2 | 1:2 | 1:1 | 0:1 | 1:0 | 1:1 | 1:3 |     | 1:1 | 2:2 | 3:0 |
| SOL | 1:2 | 3:0 | 2:3 | 0:2 | 2:4 | 2:2 | 1:2 | 1:1 | 4:1 |     | 2:1 | 1:2 |
| SLU | 5:1 | 1:4 | 2:3 | 2:0 | 2:2 | 1:1 | 3:1 | 0:1 | 2:0 | 1:2 |     | 2:1 |
| SSL | 1:5 | 3:2 | 1:1 | 1:2 | 2:2 | 0:2 | 0:2 | 1:1 | 1:1 | 2:4 | 2:2 |     |

|  |                   |
|  | Victoria local    |
|  | Empate            |
|  | Triunfo visitante |

## Máximos goleadores
| País                | Jugador            | Equipo            | Goles | Penal |
| ------------------- | ------------------ | ----------------- | ----- | ----- |
| Bandera de Paraguay | Santiago Salcedo   | Sol de América    | 19    | 6     |
| Bandera de Paraguay | Fernando Fernández | Guaraní           | 15    | 0     |
| Bandera de Paraguay | Blas Díaz          | Deportivo Santaní | 10    | 0     |
| Bandera de Paraguay | José Leguizamón    | Sportivo Luqueño  | 10    | 6     |

### Autogoles
| País                | Jugador           | Equipo         | Rival             | Anotado · Autogol |
| ------------------- | ----------------- | -------------- | ----------------- | ----------------- |
| Bandera de Paraguay | Rubén Maldonado   | Guaraní        | Olimpia           | 1                 |
| Bandera de Paraguay | Carlos Rolón      | Olimpia        | Sportivo Luqueño  | 1                 |
| Bandera de Paraguay | Herminio Miranda  | Olimpia        | Libertad          | 1                 |
| Bandera de Paraguay | Luis de la Cruz   | Guaraní        | Olimpia           | 1                 |
| Bandera de Paraguay | Junior Alonso     | Cerro Porteño  | General Díaz      | 1                 |
| Bandera de Paraguay | Gustavo Velázquez | Nacional       | Deportivo Capiatá | 1                 |
| Bandera de Paraguay | Domingo Salcedo   | Sol de América | Cerro Porteño     | 1                 |
| Bandera de Uruguay  | Diego Lugano      | Cerro Porteño  | Olimpia           | 1                 |

## Definición del campeonato
Los equipos de Olimpia y Cerro Porteño finalizaron el calendario regular del torneo Clausura en el primer puesto, igualados con 44 puntos, por lo que definieron al campeón en un partido extra disputado el miércoles 9 de diciembre en el Estadio Defensores del Chaco.
| 9 de diciembre de 2015, 18:00 (UTC-3) | Olimpia                         | 2:1 (0:0) | Cerro Porteño | Estadio Defensores del Chaco, Asunción                  |                                                         |
|                                       | Bareiro 52' · Lugano 64' (a.g.) | Reporte   | Beltrán 78'   | Asistencia: 27 494 espectadores Árbitro(s): Eber Aquino | Asistencia: 27 494 espectadores Árbitro(s): Eber Aquino |

|                             |
| Campeón Olimpia 40.° título |

## Clasificación para competencias internacionales

### Puntaje acumulado
- Actualizado el 14 de diciembre de 2015.

El puntaje acumulado de un equipo es la suma del obtenido en los torneos Apertura y Clausura de 2015. Éste determinó al cierre de temporada la clasificación de los representantes de la APF en los torneos de Conmebol del año siguiente.
- Para la Copa Libertadores 2016 clasificaron 3: los campeones del Apertura y Clausura, ordenados según sus posiciones finales en la tabla adjunta;[4] y el mejor colocado, sin contar a los mencionados anteriormente.[4] Si el mismo club repitiera el título, logra automáticamente el primer cupo, otorgando los restantes a los finalizados en segundo y tercer lugar.[4] Los dos mejores acceden a la fase de grupos mientras que el tercero ingresa desde la primera fase o repechaje.

- Para la Copa Sudamericana 2016 clasificaron 4: el ganador del Apertura o Clausura con la mayor cantidad de puntos acumulados, y los mejores posicionados, excluyendo a los clasificados 2 y 3 de la Libertadores.[4][22]

Para ambos torneos, se define en un partido extra en caso de paridad de puntos entre dos equipos que pugnen por un cupo. Si la igualdad se produce entre tres o más, se toma en cuenta la diferencia de goles. De igualar en puntos dos clubes que ya lograron su clasificación para el mismo certamen, se dirime la posición final de cada uno mediante sorteo, cuyo procedimiento favoreció a Sol de América por sobre Sportivo Luqueño. Los campeones del Apertura y Clausura aseguraron su participación en la Libertadores como Paraguay 1 o 2, sin depender de la posición que ocupen en esta tabla.
| Pos. | Equipo            | PJ | PG | PE | PP | GF | GC | Dif. | Pts. |
| ---- | ----------------- | -- | -- | -- | -- | -- | -- | ---- | ---- |
| 1.   | Cerro Porteño     | 44 | 30 | 6  | 8  | 73 | 42 | 31   | 96   |
| 2.   | Guaraní           | 44 | 27 | 5  | 12 | 92 | 55 | 37   | 86   |
| 3.   | Olimpia           | 44 | 22 | 13 | 9  | 72 | 44 | 28   | 79   |
| 4.   | Libertad          | 44 | 19 | 19 | 6  | 65 | 46 | 19   | 76   |
| 5.   | Sol de América    | 44 | 15 | 12 | 17 | 61 | 61 | 0    | 57   |
| 6.   | Sportivo Luqueño  | 44 | 16 | 9  | 19 | 74 | 72 | 2    | 57   |
| 7.   | Deportivo Capiatá | 44 | 14 | 12 | 18 | 60 | 75 | -15  | 54   |
| 8.   | Rubio Ñu          | 44 | 11 | 15 | 18 | 56 | 65 | -9   | 48   |
| 9.   | Deportivo Santaní | 44 | 11 | 14 | 19 | 56 | 70 | -14  | 47   |
| 10.  | General Díaz      | 44 | 11 | 12 | 21 | 44 | 67 | -23  | 45   |
| 11.  | Nacional          | 44 | 10 | 13 | 21 | 49 | 72 | -23  | 43   |
| 12.  | San Lorenzo       | 44 | 7  | 12 | 25 | 53 | 86 | -33  | 33   |

|  |                                                                                          |
|  | Clasificado a Fase de grupos de la Copa Libertadores 2016 y a la Copa Sudamericana 2016. |
|  | Clasificado a la Copa Libertadores 2016.                                                 |
|  | Clasificado a Copa Sudamericana 2016.                                                    |

## Descenso de categoría

### Puntaje promedio
- Actualizado el 5 de diciembre de 2015.

El promedio de puntos de un equipo es el cociente que se obtiene de la división de su puntaje acumulado en los torneos disputados en las últimas tres temporadas por la cantidad de partidos que haya jugado durante dicho período. Este cálculo determinó, al cierre del torneo Clausura de 2015, el descenso a la Segunda División de los equipos que finalizaron en los dos últimos lugares de la tabla.
| Pos. | Equipo            | 2013 | 2014 | 2015 | Total | PJ  | Promedio |
| ---- | ----------------- | ---- | ---- | ---- | ----- | --- | -------- |
| 1.   | Cerro Porteño     | 87   | 75   | 96   | 258   | 132 | 1,954    |
| 2.   | Guaraní           | 77   | 87   | 86   | 250   | 132 | 1,893    |
| 3.   | Libertad          | 75   | 96   | 76   | 247   | 132 | 1,871    |
| 4.   | Olimpia           | 55   | 63   | 79   | 197   | 132 | 1,492    |
| 5.   | Nacional          | 79   | 62   | 43   | 184   | 132 | 1,394    |
| 6.   | Sportivo Luqueño  | 54   | 63   | 57   | 174   | 132 | 1,318    |
| 7.   | Deportivo Capiatá | 65   | 47   | 54   | 166   | 132 | 1,257    |
| 8.   | Sol de América    | 46   | 55   | 57   | 158   | 132 | 1,197    |
| 9.   | General Díaz      | 61   | 48   | 45   | 154   | 132 | 1,167    |
| 10.  | Rubio Ñu          | 50   | 50   | 48   | 148   | 132 | 1,121    |
| 11.  | Deportivo Santaní | -    | -    | 47   | 47    | 44  | 1,068    |
| 12.  | San Lorenzo       | -    | -    | 33   | 33    | 44  | 0,750    |

|  |                                |
|  | Descendido a Segunda División. |